# مانجول بارجافا
مانجول بارجافا (بالإنجليزية: Manjul Bhargava) مواليد 8 أغسطس 1974 في مدينة هاميلتون كندا، وهو رياضياتي كندي من أصول هندية، وبروفيسور للرياضيات في جامعة برنستون، وأهم مساهماته كانت في نظرية الأعداد.
حصل بارجافا على جائزة فيلدز في أغسطس 2014، ووفقاً للإتحاد الدولي للرياضيات قالت عنه «حصل على الجائزة لتطويره أساليب جديدة وقوية في الهندسة من الأرقام». ويملك عدد اردوس رقم 2.

## حياته وتعليمه
ولد مانجول في هاميلتون ونشأ في البداية في لونغ آيلند في ولاية نيويورك الأمريكية. أكمل جميع دراسته الثانوية في الرياضيات والحاسوب عند سن 14. وأنهى دراسته الثانوية بدرجة تفوق سنة 1992، ثم حصل على درجة البكالوريس من جامعة هارفارد سنة 1996. ولأبحاثه خلال المرحلة الجامعية حصل على جائزة مورغان سنة 1996.
وحصل باراجفا على درجة الدكتوراه من جامعة برنستون في سنة 2001، وأشرف على رسالته أندرو وايلز. وكان باحثاً زائر في معهد الدراسات المتقدمة سنة 2001.

## إنجازات أخرى
من انجازات مانجول بالإضافة لإنجازاته العلمية في الرياضيات هو أيضاً عازف بارع على الطبلة والذي دربه عليها ذاكر حسين. كما درس اللغة السنسكريتية من جده بوروشوتام لال بهارجافا، وهو باحث معروف من اللغة السنسكريتية والتاريخ الهندي القديم.